# Shandong Airlines
Шаньдунские авиалинии (кит. 山东航空; англ. Shandong Airlines) — авиакомпания, базирующаяся в Цзинань (провинция Шаньдун, Китай). Это региональный перевозчик, осуществляющий местные авиарейсы, а также регулярные рейсы из Цзинань, Циндао и Яньтай в крупнейшие города Китая.

## История
Авиакомпания была создана 12 марта 1994 года и начала работу в сентябре того же года.
В сентябре 1997 года стала основателем альянса Xinxing (New Star) Aviation Alliance вместе с пятью другими региональными авиакомпаниями Китая. Шаньдунские авиалинии принадлежат Air China и владеют 10%-й долей в Sichuan Airlines.

## Маршрутная сеть

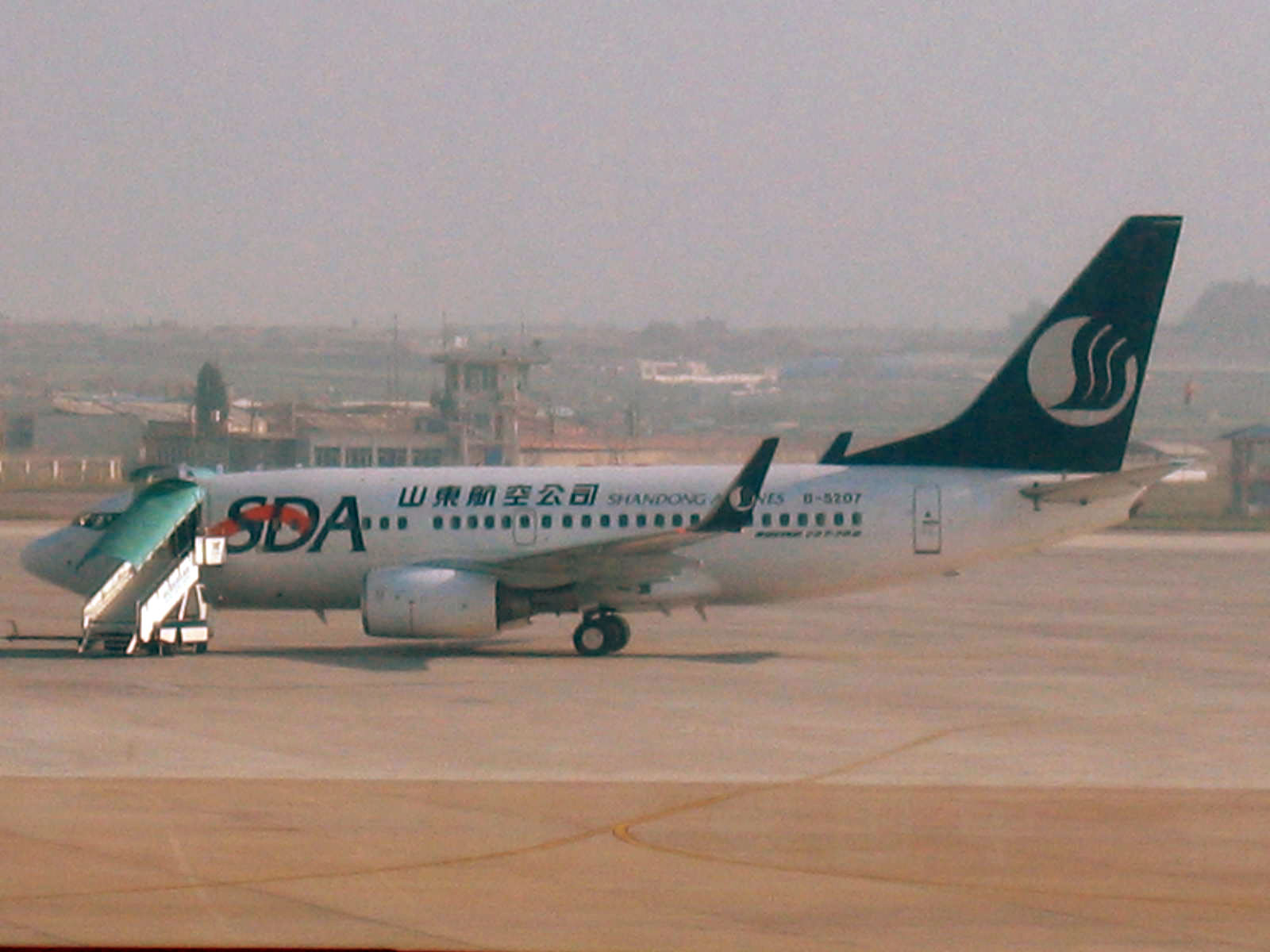
Boeing 737 Shandong Airlines в аэропорту Куньмин

## Флот

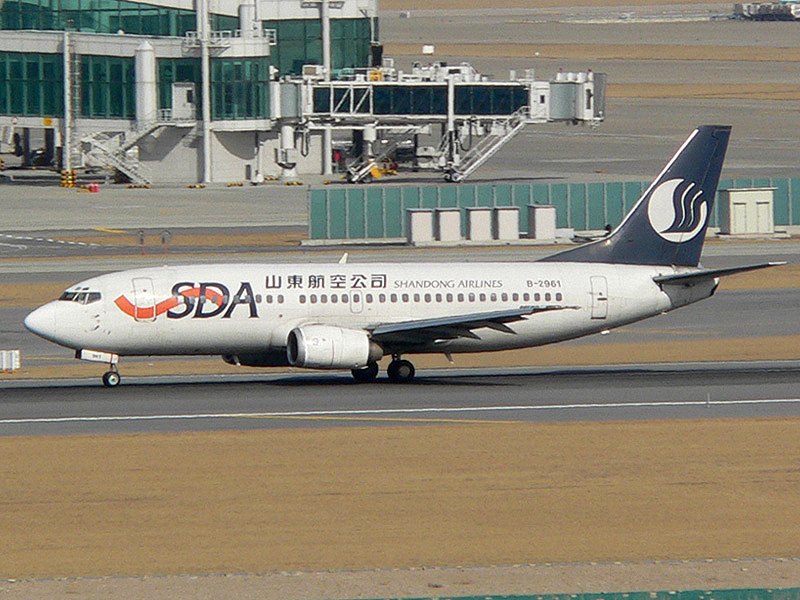
Boeing 737-300 авиакомпании Shandong Airlines в международном аэропорту Инчхон (Сеул)

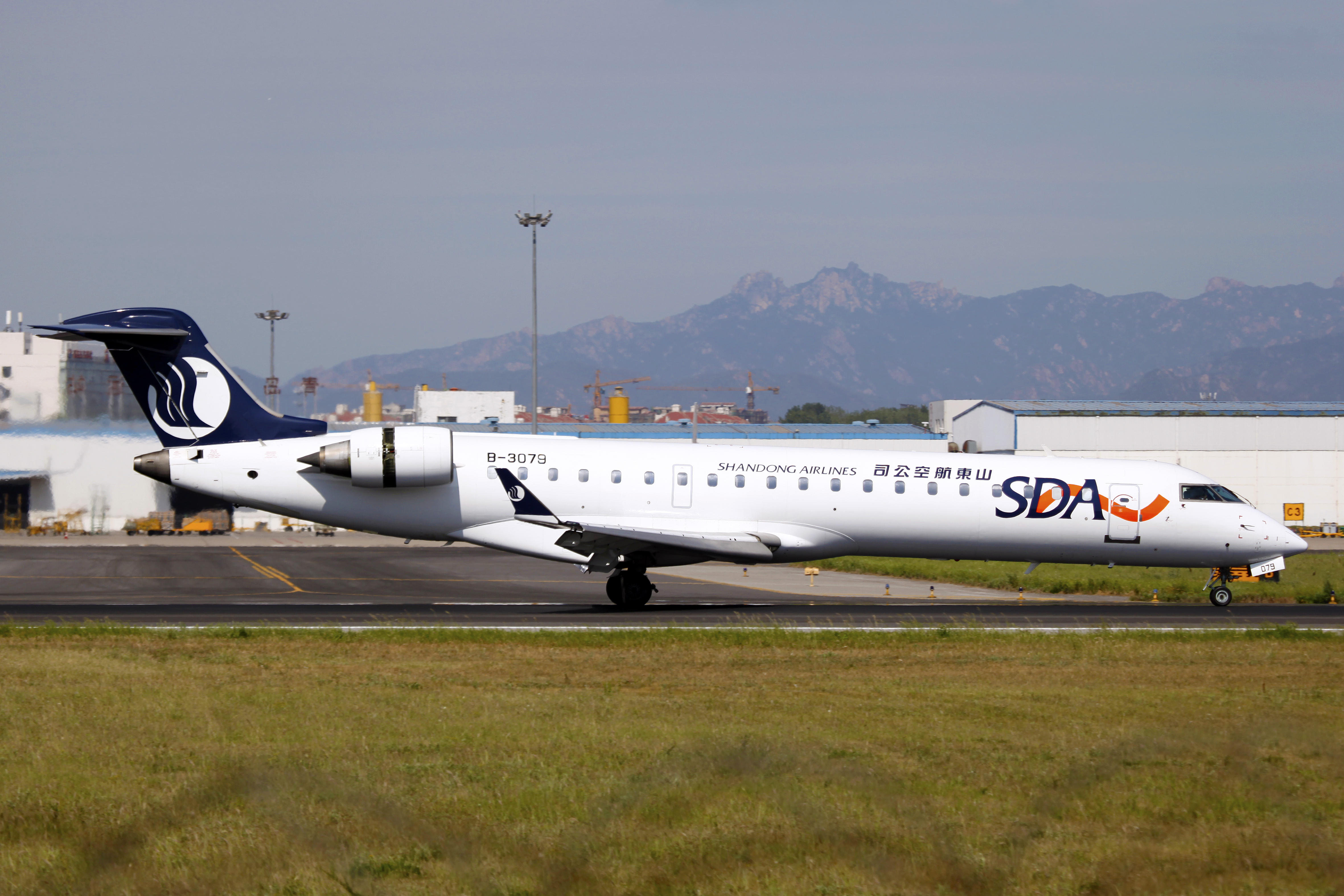
Bombardier CRJ700ER авиакомпании Shandong Airlines в международном аэропорту Циндао Лютин

В июле 2021 года воздушный флот авиакомпании Shandong Airlines составляли следующие самолёты: